# أليكس مكينون
أليكس مكينون (بالإنجليزية: Alex McKinnon)‏ هو لاعب هوكي الجليد أمريكي، ولد في 17 أبريل 1895 في سو ساينت ماري في كندا، وتوفي في 8 أكتوبر 1949.

## وصلات خارجية
- أليكس مكينون على موقع دوري الهوكي الوطني (الإنجليزية)
- أليكس مكينون على موقع قاعة مشاهير الهوكي (لاعب أن.إتش.أل) (الإنجليزية)
- أليكس مكينون على موقع EliteProspects.com (الإنجليزية)
- أليكس مكينون على موقع HockeyDB.com (الإنجليزية)
- أليكس مكينون على موقع Hockey-Reference.com (الإنجليزية)